# Фураж

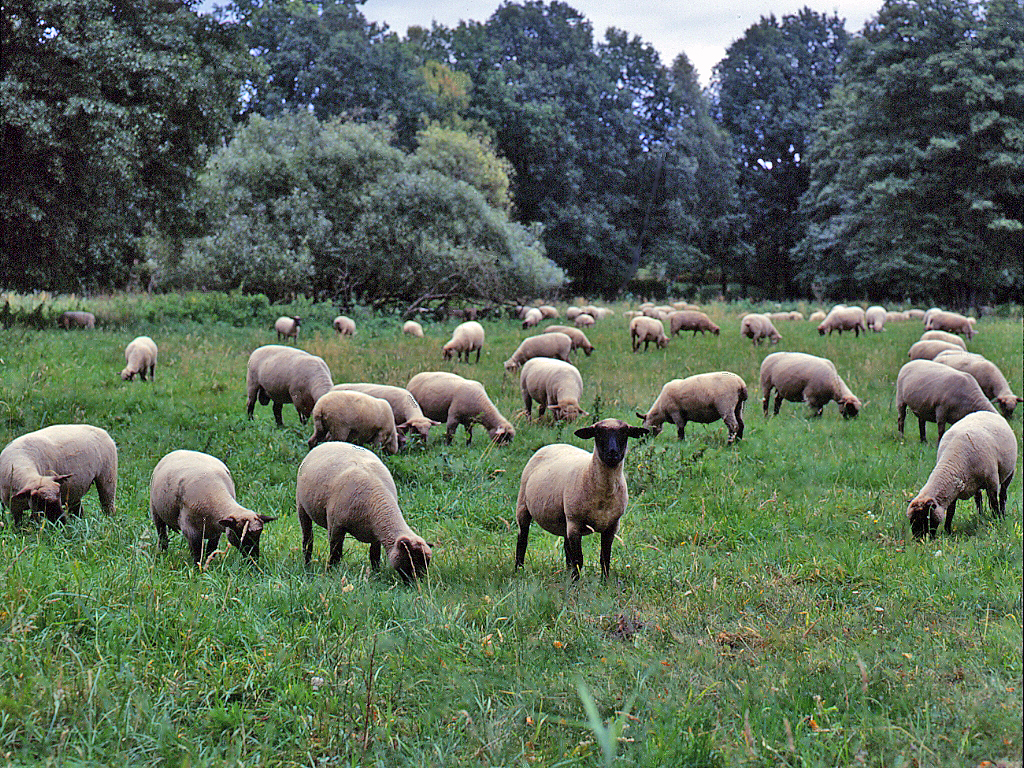
Вівці на випасі

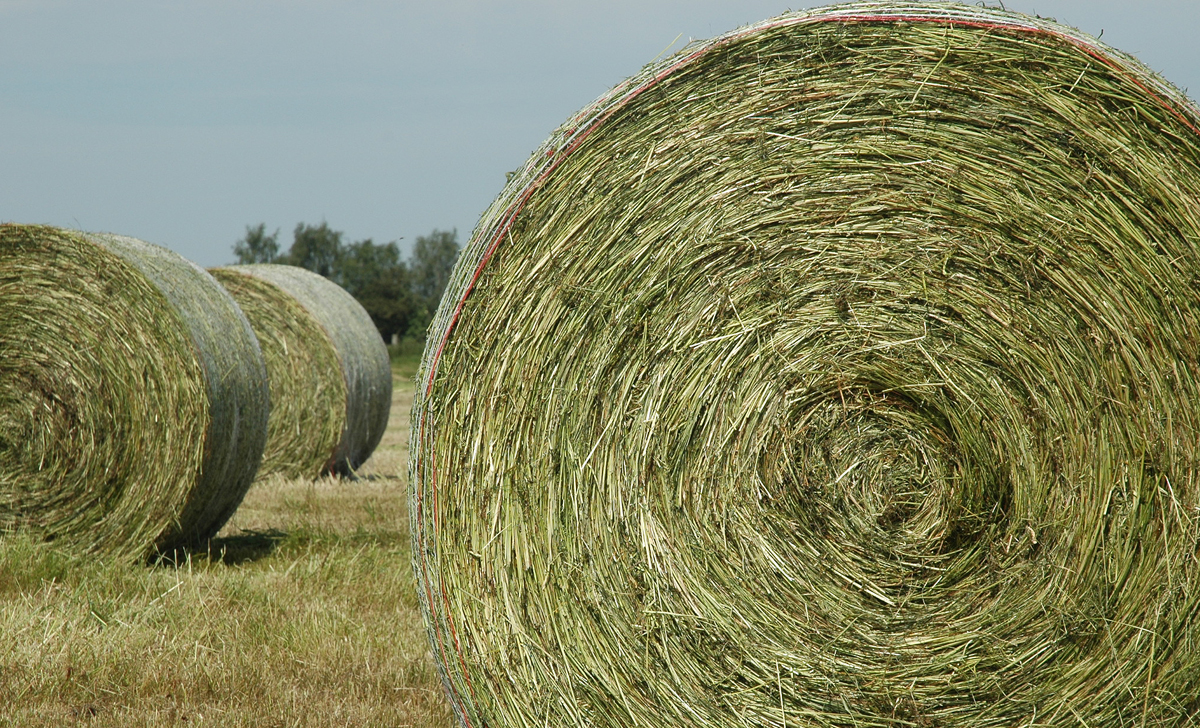
Великий план тюків сіна, які зараз часто використовуються як корм для коней

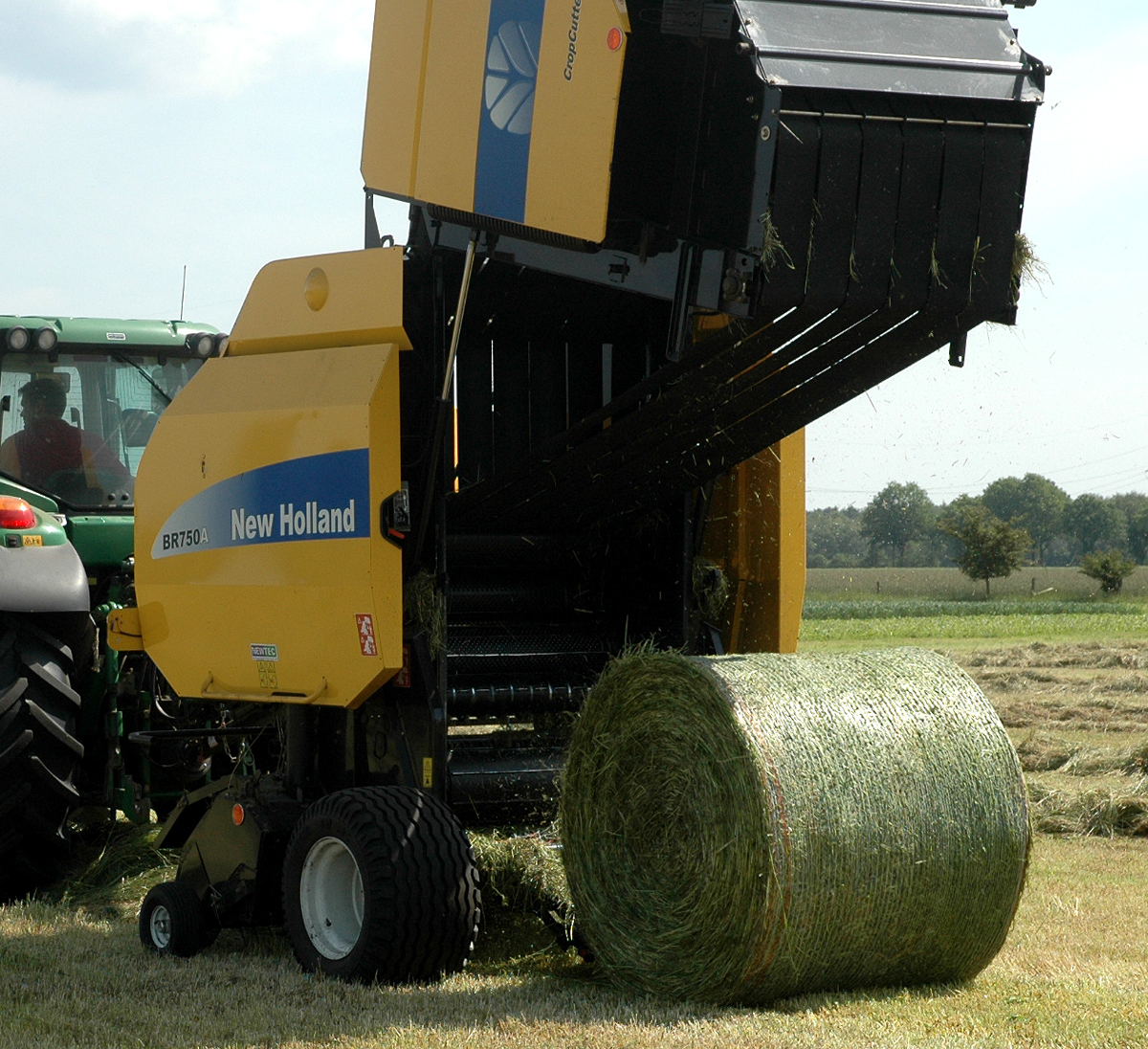
Прес-підбирач тюковий

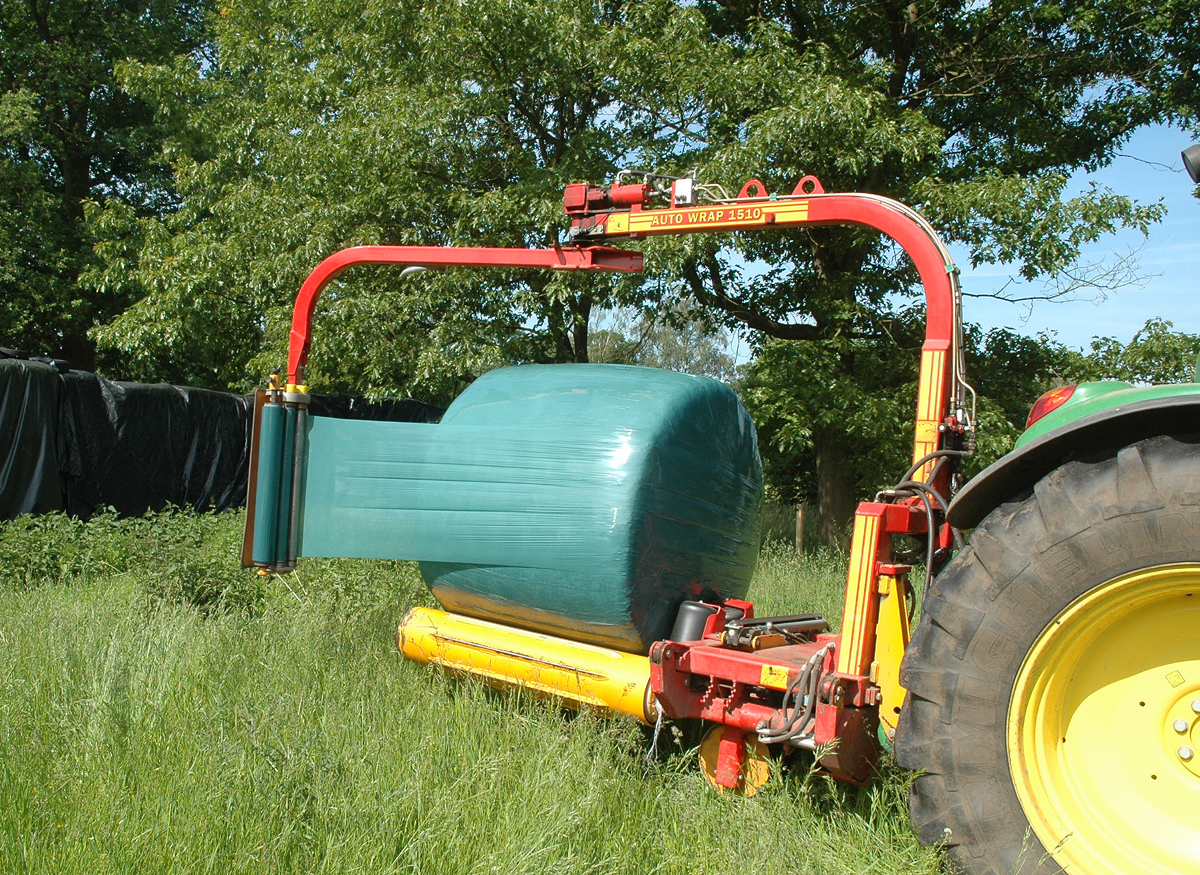
Упаковка тюків

Фура́ж — у сільському господарстві вегетативні частини (листя, стебла, деколи корінь) за винятком плодів і насіння вирощених однорідних рослин або сумішей рослин, які використовуються як свіжі так і консервовані (як правило, шляхом сушіння) для годування тварин (великої рогатої худоби, кіз, овець, коней, а також свиней, верблюдів, качок, гусей, кролів). Корм рослиноїдних тварин. Рослинний матеріал з'їдений на випасі.
Історично термін означав тільки рослини, що з'їдаються тваринами безпосередньо на пасовищах; рослинні залишки, або незрілі зернові культури; хоча тепер використовується більш вільно і включає подібні корми тварин: сіно або силос. Фураж для жуйних тварин переважно вирощується у вигляді постійних або тимчасових пасовищ. Більшу частину фуражу складають: кормова кукурудза, трава природних луків і культурних сіножатей та пасовищ. Споживання фуражу відбувається як безпосередньо під час випасу протягом вегетаційного періоду трав, так і у вигляді силосу або сіна, соломи чи сінажу.

## Етимологія
Термін походить від старофранцузького слова германського походження fourrage — що в буквальному перекладі звучатиме як «солом'яне місце» (подібно як фр. stockage — «зберігання, сховище»).

## Енергетична цінність фуражу
Енергетичну цінність фуражу (як і всіх кормів) оцінюють по-різному. Найширше використовуваний у минулому (а в Україні і до тепер) підхід, що має як умовні одиниці, так звану вівсяну кормову одиницю — енергію, що міститься в одному кг вівса.

## Методи збереження
Для задоволення потреби тварин в будь-який час року, необхідно зберегти корм.
Деякі методи:
- природна сушка — при виробництві сіна;
- зневоднення (обезводнення) — при виробництві збезводнених гранульованих кормів;
- силосування — спосіб мокрого зберігання, оснований на кислому бродінні (більш-менш контролюється зберігання мокрих щільно затрамбованих силосних ямах).

## Пасовищні рослини
Кормові рослини складаються переважно з пасовищних трав, в другу чергу з бобових і інших видів вирощуваних рослин. Види рослин, які використовуються для виробництва кормів і називають кормовими культурами (кормовими рослинами).

### Трави
- Вика
- Костриця
- Конюшина
- Люпин
- Люцерна
- Райграс
- Тимофіївка